# Asma Rasmya
Asma Rasmya o Asma Rasmiya Khanum (Damasco, 1877-1945), fue una editora, directora de escuela y feminista afgana. Se la ha considerado la primera mujer editora ejecutiva y la primera mujer directora en Afganistán. Su hija fue la reina Soraya Tarzi y su yerno el rey Amanulá Khan.

## Trayectoria
Nació en Damasco en la Siria otomana. Era hija de Saleh Mossadiah El-Fattal, un muecín de la mezquita Omeya. En 1891 se casó con el político y editor afgano Mahmud Tarzi. Se mudó a Afganistán en 1901. Afganistán era en ese momento un país muy conservador, mientras que ella tenía una visión más abierta. Era más cercana al modo de vida occidental, ya que había sido criada en el Imperio Otomano tras las reformas del periodo Tanzimat. Era conocida por vestir a menudo modas occidentales.
En 1913, su hija Soraya se casó con el futuro rey. Cuando éste accedió al trono en 1919, inició un programa de reformas de modernización radical que incluían una reforma de la posición de la mujer. Para ello, las mujeres de la familia real, especialmente su hija, la reina Soraya, debían actuar como modelos de la nueva mujer afgana moderna. Las reformas fueron apoyadas por Mahmud Tarzi y Asma Rasmya. Esta y las mujeres de su familia participaron activamente en estas reformas.
Su esposo fue un pionero del periodismo en Afganistán. Rasmya se convirtió en la editora de la primera revista femenina de Afganistán, Irshad-e Naswan, que se publicó el 17 de marzo de 1922.
También fue nombrada directora de una de las escuelas para niñas fundadas por su hija: Maktab-i Masturat, la primera escuela para niñas de Afganistán. Además fue la primera mujer en ocupar dicho cargo en Afganistán.
En 1929 su yerno fue depuesto y exiliado con su hija. Todas sus reformas fueron revertidas.